# Ofri Eliaz
Ofri Eliaz (en hebreu, עופרי אליעז, Afula, 1979) és una cantant israeliana de música sefardita.
Nascuda a Afula, en una família sefardita, estudià a l'"Escola de Música Rimon" a Ramat ha-Xaron, després a l'"Escola de Música Mannes", de Nova York, on obtingué un títol de jazz el 2000, i finalment es llicencià en musicoteràpia a la Universitat de Nova York el 2003. Ha treballat com a musicoterapeuta amb nens i adults, tant als Estats Units fins al 2003 com a Israel a partir de 2004, i també ha cantat a tots dos països, en judeocastellà i en hebreu, tot i que aquesta és la seva llengua materna i la que empra principalment.
La seva música està conformada per cançons tradicionals sefardites interpretades amb aires de jazz, conjuntament amb intèrprets d'instruments clàssics, com el guitarrista John La Barbera i els tocadors d'ud Omar Faruk Tekbilek i George Mgrdichian.

## Discografia[2]
- Ya salio de la mar ("Ja sortí del mar"), 2004
- Osher ("Felicitat")
- Where are you ("On ets tu")
- Where to look ("On mirar")